# Saison 2010-2011 du Tottenham Hotspur FC
Maillots
Chronologie
Saison précédente Saison suivante
La saison 2010-2011 est la 19e saison Tottenham Hotspur Football Club dans la Premier League. 
C'est leur 33e saison successive dans la division supérieure du système de championnat de football anglais.
Cette saison est marquée par la première participation de Tottenham à la Ligue des champions de l'UEFA, le club ayant terminé le championnat 2009-2010 à la quatrième place et ayant passé avec succès le tour préliminaire.
Le club termine à la 5e place de la Premier League et atteint les quarts de finale de la Ligue des champions contre le Real Madrid.

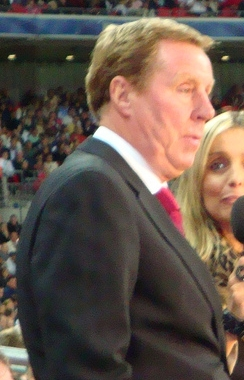
Harry Redknapp, entraîneur des Spurs.

## Effectif de la saison

### Joueurs prêtés
| - 5 David Bentley : prêté à Birmingham City - 10 Robbie Keane : prêté à West Ham United - 16 Kyle Naughton : prêté à Leicester City - 17 Giovani dos Santos : prêté au Racing Santander |  | - 24 Jamie O'Hara : prêté à Wolverhampton - 25 Danny Rose : prêté à Bristol City - 27 Ben Alnwick : prêté à Leeds United - 28 Kyle Walker : prêté aux Aston Villa FC |

## Championnat d'Angleterre 2010-2011

### Classement
| Rang | Équipe                 | Pts | J  | G  | N  | P  | Bp | Bc | Diff |
| ---- | ---------------------- | --- | -- | -- | -- | -- | -- | -- | ---- |
| 1    | Manchester United      | 80  | 38 | 23 | 11 | 4  | 78 | 37 | +41  |
| 2    | Chelsea T              | 71  | 38 | 21 | 8  | 9  | 69 | 33 | +36  |
| 3    | Manchester City C      | 71  | 38 | 21 | 8  | 9  | 60 | 33 | +27  |
| 4    | Arsenal                | 68  | 38 | 19 | 11 | 8  | 72 | 43 | +29  |
| 5    | Tottenham              | 62  | 38 | 16 | 14 | 8  | 55 | 46 | +9   |
| 6    | Liverpool              | 58  | 38 | 17 | 7  | 14 | 59 | 44 | +15  |
| 7    | Everton                | 54  | 38 | 13 | 15 | 10 | 51 | 45 | +6   |
| 8    | Fulham                 | 49  | 38 | 11 | 16 | 11 | 49 | 43 | +6   |
| 9    | Aston Villa            | 48  | 38 | 12 | 12 | 14 | 48 | 59 | -11  |
| 10   | Sunderland             | 47  | 38 | 12 | 11 | 15 | 45 | 56 | -11  |
| 11   | West Bromwich Albion P | 47  | 38 | 12 | 11 | 15 | 56 | 71 | -15  |
| 12   | Newcastle P            | 46  | 38 | 11 | 13 | 14 | 56 | 57 | -1   |
| 13   | Stoke City             | 46  | 38 | 13 | 7  | 18 | 46 | 48 | -2   |
| 14   | Bolton                 | 46  | 38 | 12 | 10 | 16 | 52 | 56 | -4   |
| 15   | Blackburn              | 43  | 38 | 11 | 10 | 17 | 46 | 59 | -13  |
| 16   | Wigan Athletic         | 42  | 38 | 9  | 15 | 14 | 40 | 61 | -21  |
| 17   | Wolverhampton          | 40  | 38 | 11 | 7  | 20 | 46 | 66 | -20  |
| 18   | Birmingham City L      | 39  | 38 | 8  | 15 | 15 | 37 | 58 | -21  |
| 19   | Blackpool P            | 39  | 38 | 10 | 9  | 19 | 55 | 78 | -23  |
| 20   | West Ham               | 33  | 38 | 7  | 12 | 19 | 43 | 70 | -27  |

| Légende : Qualifications et relégations | Légende : Qualifications et relégations |
| --------------------------------------- | --- |
|                                         | Ligue des champions 2011-2012 (Phase de groupes) |
|                                         | Ligue des champions 2011-2012 (Tour de barrages pour non-champions) |
|                                         | Ligue Europa 2011-2012 (Tour de barrages) |
|                                         | Ligue Europa 2011-2012 (3e tour de qualification) |
|                                         | Ligue Europa 2011-2012 (1er tour de qualification, qualification grâce au fair-play)                                                                                                 |
|                                         | Relégation en FL Championship |
|                                         | T : Tenant du titre 2009-2010 C : Vainqueur de la FA Cup (L) : Vainqueur de la Carling Cup et qualifié pour le tour de barrages de la Ligue Europa 2011-2012 P : Promus en 2009-2010 |

### Résultats
| Date              | Journée | Adversaire              | Lieu | Score | Buteurs de Tottenham Hotspur                               | Class. | Public |
| ----------------- | ------- | ----------------------- | ---- | ----- | ---------------------------------------------------------- | ------ | ------ |
| 14 août 2010      | 1       | Manchester City         | Dom. | 0 - 0 | -                                                          | 14e    | 35 928 |
| 21 août 2010      | 2       | Stoke City              | Ext. | 1 - 2 | Bale 18e 30e                                               | 8e     | 27 243 |
| 28 août 2010      | 3       | Wigan Athletic          | Dom. | 0 - 1 | -                                                          | 11e    | 35 101 |
| 11 septembre 2010 | 4       | West Bromwich Albion    | Ext. | 1 - 1 | Modrić 27e                                                 | 11e    | 23 642 |
| 18 septembre 2010 | 5       | Wolverhampton Wanderers | Dom. | 3 - 1 | Van der Vaart 77e (pen.), Pavlioutchenko 87e, Hutton 90+1e | 5e     | 35 940 |
| 25 septembre 2010 | 6       | West Ham United         | Ext. | 1 - 0 | -                                                          | 8e     | 34 190 |
| 2 octobre 2010    | 7       | Aston Villa             | Dom. | 2 - 1 | Van der Vaart 45+3e 75e                                    | 5e     | 35 871 |
| 16 octobre 2010   | 8       | Fulham FC               | Ext. | 1 - 2 | Pavlioutchenko 31e, Huddlestone 63e                        | 5e     | 25 615 |
| 23 octobre 2010   | 9       | Everton FC              | Dom. | 1 - 1 | Van der Vaart 20e                                          | 5e     | 35 967 |
| 30 octobre 2010   | 10      | Manchester United       | Ext. | 2 - 0 | -                                                          | 5e     | 75 223 |
| 6 novembre 2010   | 11      | Bolton Wanderers        | Ext. | 4 - 2 | Hutton 79e, Pavlioutchenko 87e                             | 7e     | 32 554 |
| 9 novembre 2010   | 12      | Sunderland              | Dom. | 1 - 1 | Van der Vaart 64e                                          | 7e     | 35 843 |
| 13 novembre 2010  | 13      | Blackburn Rovers        | Dom. | 4 - 2 | Bale 16e 75e, Pavlioutchenko 42e, Crouch 69e               | 6e     | 35 700 |
| 20 novembre 2010  | 14      | Arsenal FC              | Ext. | 2 - 3 | Bale 50e, Van der Vaart 67e (pen.), Kaboul 86e             | 6e     | 60 102 |
| 28 novembre 2010  | 15      | Liverpool FC            | Dom. | 2 - 1 | Škrtel 65e (csc), Lennon 90+2e                             | 5e     | 13 904 |
| 4 décembre 2010   | 16      | Birmingham City         | Ext. | 1 - 1 | Bassong 19e                                                | 5e     | 25 770 |
| 12 décembre 2010  | 17      | Chelsea FC              | Dom. | 1 - 1 | Pavlioutchenko 15e                                         | 5e     | 35 787 |
| 26 décembre 2010  | 18      | Aston Villa             | Ext. | 1 - 2 | Van der Vaart 23e 67e                                      | 5e     | 39 411 |
| 28 décembre 2010  | 19      | Newcastle United        | Dom. | 2 - 0 | Lennon 57e, Bale 81e                                       | 5e     | 35 927 |
| 1er janvier 2011  | 20      | Fulham FC               | Dom. | 1 - 0 | Bale 42e                                                   | 5e     | 35 603 |
| 5 janvier 2011    | 21      | Everton FC              | Ext. | 2 - 1 | Van der Vaart 11e                                          | 4e     | 34 124 |
| 16 janvier 2011   | 22      | Manchester United       | Dom. | 0 - 0 | -                                                          | 4e     | 35 828 |
| 22 janvier 2011   | 23      | Newcastle United        | Ext. | 1 - 1 | Lennon 90e                                                 | 5e     | 51 010 |
| 2 février 2011    | 24      | Blackburn Rovers        | Ext. | 0 - 1 | Crouch 3e                                                  | 5e     | 23 253 |
| 5 février 2011    | 25      | Bolton Wanderers        | Dom. | 2 - 1 | Van der Vaart 6e (pen.), Kranjčar 90+2e                    | 5e     | 36 197 |
| 12 février 2011   | 26      | Sunderland              | Ext. | 1 - 2 | Dawson 44e, Kranjčar 57e                                   | 5e     | 40 986 |
| 22 février 2011   | 27      | Blackpool FC            | Ext. | 3 - 1 | Pavlioutchenko 90e                                         | 4e     | 16 069 |
| 6 mars 2011       | 28      | Wolverhampton Wanderers | Ext. | 3 - 3 | Defoe 30e 35e, Pavlioutchenko 48e                          | 5e     | 28 669 |
| 19 mars 2011      | 29      | West Ham United         | Dom. | 0 - 0 |                                                            | 5e     | 36 010 |
| 2 avril 2011      | 30      | Wigan Athletic          | Ext. | 0 - 0 |                                                            | 5e     | 18 578 |
| 9 avril 2011      | 31      | Stoke City              | Dom. | 3 - 2 | Crouch 11e 34e, Modrić 18e                                 | 5e     | 32 702 |
| 20 avril 2011     | 32      | Arsenal FC              | Dom. | 3 - 3 | Van der Vaart 6e 70e (pen.), Huddlestone 43e               | 5e     | 36 138 |
| 23 avril 2011     | 33      | West Bromwich Albion    | Dom. | 2 - 2 | Pavlioutchenko 27e, Defoe 66e                              | 5e     | 36 160 |
| 30 avril 2011     | 34      | Chelsea FC              | Ext. | 2 - 1 | Sandro 19e                                                 | 6e     | 41 681 |
| 7 mai 2011        | 35      | Blackpool FC            | Dom. | 1 - 1 | Defoe 89e                                                  | 5e     | 35 585 |
| 10 mai 2011       | 36      | Manchester City         | Ext. | 1 - 0 |                                                            | 6e     | 47 029 |
| 14 mai 2011       | 37      | Liverpool FC            | Ext. | 0 - 2 | Van der Vaart 9e, Modrić 56e (pen.)                        | 5e     | 44 893 |
| 22 mai 2011       | 38      | Birmingham City         | Dom. | 2 - 1 | Pavlioutchenko 49e 90+3e                                   | 5e     | 36 119 |

### Remarque
- Gareth Bale est élu meilleur joueur de l'année du championnat d'Angleterre.

## Coupe d'Angleterre 2010-2011
| Date            | Tour | Adversaire        | Lieu | Score | Buteurs de Tottenham Hotspur | Public |
| --------------- | ---- | ----------------- | ---- | ----- | ---------------------------- | ------ |
| 9 janvier 2011  | 3    | Charlton Athletic | Dom. | 3 - 0 | Townsend 49e, Bale 58e 60e   | 35 698 |
| 30 janvier 2011 | 4    | Fulham FC         | Ext. | 4 - 0 |                              | 21 829 |

## League Cup 2010-2011
| Date              | Tour | Adversaire | Lieu | Score        | Buteurs de Tottenham Hotspur | Public |
| ----------------- | ---- | ---------- | ---- | ------------ | ---------------------------- | ------ |
| 21 septembre 2010 | 3    | Arsenal FC | Dom. | 1 - 4 (a.p.) | Keane 49e                    | 35 883 |

## Ligue des champions de l'UEFA 2010-2011

### Phase de groupes
Groupe A
| Rang | Équipe       | Pts | J | G | N | P | Bp | Bc | Diff |  | Résultats (▼ dom., ► ext.) |     |     |     |     |
| ---- | ------------ | --- | - | - | - | - | -- | -- | ---- |  | -------------------------- | --- | --- | --- | --- |
| 1    | Tottenham    | 11  | 6 | 3 | 2 | 1 | 18 | 11 | +7   |  | Tottenham                  |     | 3-1 | 4-1 | 3-0 |
| 2    | Inter Milan  | 10  | 6 | 3 | 1 | 2 | 12 | 11 | +1   |  | Inter Milan                | 4-3 |     | 1-0 | 4-0 |
| 3    | FC Twente    | 6   | 6 | 1 | 3 | 2 | 9  | 11 | -2   |  | FC Twente                  | 3-3 | 2-2 |     | 1-1 |
| 4    | Werder Brême | 5   | 6 | 1 | 2 | 3 | 6  | 12 | -6   |  | Werder Brême               | 2-2 | 3-0 | 0-2 |     |